# Tensinhan
Tensinhan (天津飯; Tien Shinhan) kitalált szereplő a Dragon Ball, Dragon Ball Z, Dragon Ball GT és Dragon Ball Super anime sorozatokban. Kezdetekben Son Goku ellensége és riválisa, de később barátja, és hasznos szövetségese lesz. Állandó kísérője, edzőtársa és barátja Csaozu.

## Eredet
Tensinhan Csaozuval együtt Zseniális Teknős riválisának Zseniális Hollónak a tanítványai. Először Gokuval akkor találkoznak, amikor is egy Inoshikacho nevű szörnnyel (vadkan) szövetségben pénzt szereznek a falusiaktól (Inoshikacho nagy pusztítást okoz a faluban, majd Tensinhan és Csaozu látszólag legyőzik őt cserébe a falusiak pénzéért). Miután Goku lebuktatja őket, elmennek a 22. Harcművészeti Világbajnokságra, ahol ismét találkoznak. Itt mesterük utasítására Tensinhannak meg kellene ölnie Gokut, amiért ő megölte testvérét Tao Pai Pait. Különféle trükkökkel próbálja segíteni Tensinhant (kényszeríti Csaozut, hogy a nézőtérről bénítsa meg Gokut a pszichikus képességeivel), de Tensinhan ellenszegül mestere akaratának, és ellene fordul. Nem öli meg Gokut, hanem látva Goku erejét és becsületességét, barátja lesz. A Dragon Ball Z-ben Vegita és Nappa Földre érkezésekor meghal. A másvilágon Kaito-nál edz, de később feltámad a kristálygömbök segítségével, és segít az androidok és a Cell elleni harcban is. A Dragon Ball GT-ben is megjelenik, noha eléggé kis szerepben.

## Megjelenés
Tensinhan egy magas izmos ember kinek legjellegzetesebb testi tulajdonsága a kopasz feje homlokán lévő harmadik szem, ami különféle képességeket biztosít neki. A mellkasára szerez egy vágást kiborg Tao Pai Paitól a 23. Tenkaichi Bajnokságon, ami soha nem gyógyul be teljesen.
A Cell részek végéig "Crane Hermit" stílusú jellegzetes zöld gít viseli, noha általában félmeztelenül harcol. Később bő fekete felsőruházatot és fehér nadrágot és köpenyt hord.

## Személyiség
Amikor először megjelenik Tensinhan egy kegyetlen és bosszúvágyó harcművész, aki meg akarja bosszúlni Tao Pai Pait (aki némileg a mestereként is szolgált), és minden vágya, hogy olyan jól képzett bérgyilkos legyen, mint amilyen ő volt. Azonban jelen van benne a becsületesség, ugyanis Zseniális Teknős beszéde arról, hogy a tehetségét jó célokra kéne fordítania, többször is foglalkoztatta és bizonytalanná tette, noha el akarta űzni a gondolatot. Becsületessége és jóakarata azonban nyilvánvalóan előjött, amikor fellázadt mestere ellen, amiért megfenyegette Csaozut és nem hagyta tisztességesen nyerni. Ezek után szakított Zseniális Holló elveivel, és jó utra lépett.
Tensinhan egy visszafogott, szelíd és szerény harcos, aki rendszeresen edz, hogy túlszárnyalja korábbi önmagát. Ezen célból általában Csaozuval visszavonul a hegyekbe ahol magányukban edzenek. Egy kis ideig Lunch megpróbált romantikus viszonyba keveredni vele, de Tensinhan visszahúzódó természete és nagy elkötelezettsége miatt az edzés iránt ez kudarcba fulladt. Tensinhan segítőkész és megbízható szövetséges, aki még ha nagy eredményeket nem is ér el az erősebb ellenfelekkel szemben, segítsége mégis jól jön nehéz szituációkban.

## Képességek
Rendszeres edzésnek hála, ha Tensinhan nem is éri el a Saiya-jinok vagy Ifjú Sátán szintjét, messze az átlagemberek szintje fölött van a harci tudása, és az emberi Z Harcosok között is az egyik legjobb.
Technikák képességek
- Kí-érzékelés/rejtés: Mások energiáinak érzékelése, saját energiajel álcázása. Ezt a képességet Kaminál tanulta.
- Bukujutsu: Tensinhan  képes repülni a kíje segítségével. Tensinhan és Csaozu voltak az első olyan harcosok a sorozatban akik ismerték ezt a technikát.
- Dodonpa: A Crane Hermit stílus jellegzetes lövése, egy gyors sárga sugár a mutatóujjból.
- Taiyoken: Ezt technikát Tensinhan alkalmazta először, majd tőle vették át mások. Egy erős fényforrást hoz létre, ami erősen zavarja az ellenfél látását.
- Shiyoken: Tensinhan képes plusz két kart növeszteni, ami előnyt jelent a harcban.
- Shishin no Ken: Tensinhan képes magát négy testté szétválasztani ezáltal több ellenféllel felvenni a harcot. A technika hátránya, hogy az eredeti test harci ereje egyenletesen oszlik meg a testek között, így a testeket egyesével könnyebb legyőzni, mintha Tensinhan egy test maradt volna.
- Kikohou: Tensinhan legerősebb kísugara. Tensinhan háromszögben összeteszi a kezét majd lő egy erős sugarat, amely általában egy nagy krátert hagy a talajban. A technika nagyon igénybe veszi a testet, ezért, ha Tensinhan óvatlan, belehalhat.
- Mafuba: Ezt a technikát Muten Roshitól leste el. Képes az ellenfelet zöld örvények segítségével egy tárolóedénybe zárni.
- Kamehameha: A Dragon Ball legismertebb mozdulata, egy kí-sugár  amit a két kézből lőnek. Ennél a mozdulatnál Tensinhan először a két kezét begörbített ujjakkal maga elé teszi, majd ilyen állásban oldalra és a lövés pillanatában megint maga el tesz. Yamchától leste el.
- Zanzouken: Tensinhan képes illúzióit létrehozni azáltal, hogy gyorsan mozog.
- Telepátia: Tensinhan képes gondolati úton üzenni másoknak.
- Harmadik Szem: Tensinhan harmadik szeme egyéb képességeket is biztosít neki.
  - Másolás: Tensinhan képes bizonyos technikákat lemásolni: Zanzouken, Kamehameha, Mafuba
  - Jó Látás: Tensinhan harmadik szeme különösen érzékeny, ezért sokkal jobban tudja követni a mozgást, és így nehezebb megtéveszteni pl.: Zanzoukennel, viszont az erős fénnyel is jobban el lehet vakítani. Tensinhan a harmadik szemével valamennyire a kít is látja.
  - Szemsugár: Tensinhan képes a szeméből egy sárga sugarat lőni.

## Fordítás
- Ez a szócikk részben vagy egészben  a   Tien Shinhan című angol Wikipédia-szócikk fordításán alapul.  Az eredeti cikk szerkesztőit annak laptörténete sorolja fel. Ez a jelzés csupán a megfogalmazás eredetét és a szerzői jogokat jelzi, nem szolgál a cikkben szereplő információk forrásmegjelöléseként.